# ريكس هاو
ريكس هاو هو رسام كوري جنوبي، ولد في 30 مارس 1956 في بوسان في كوريا الجنوبية.